# Ashok Amritraj

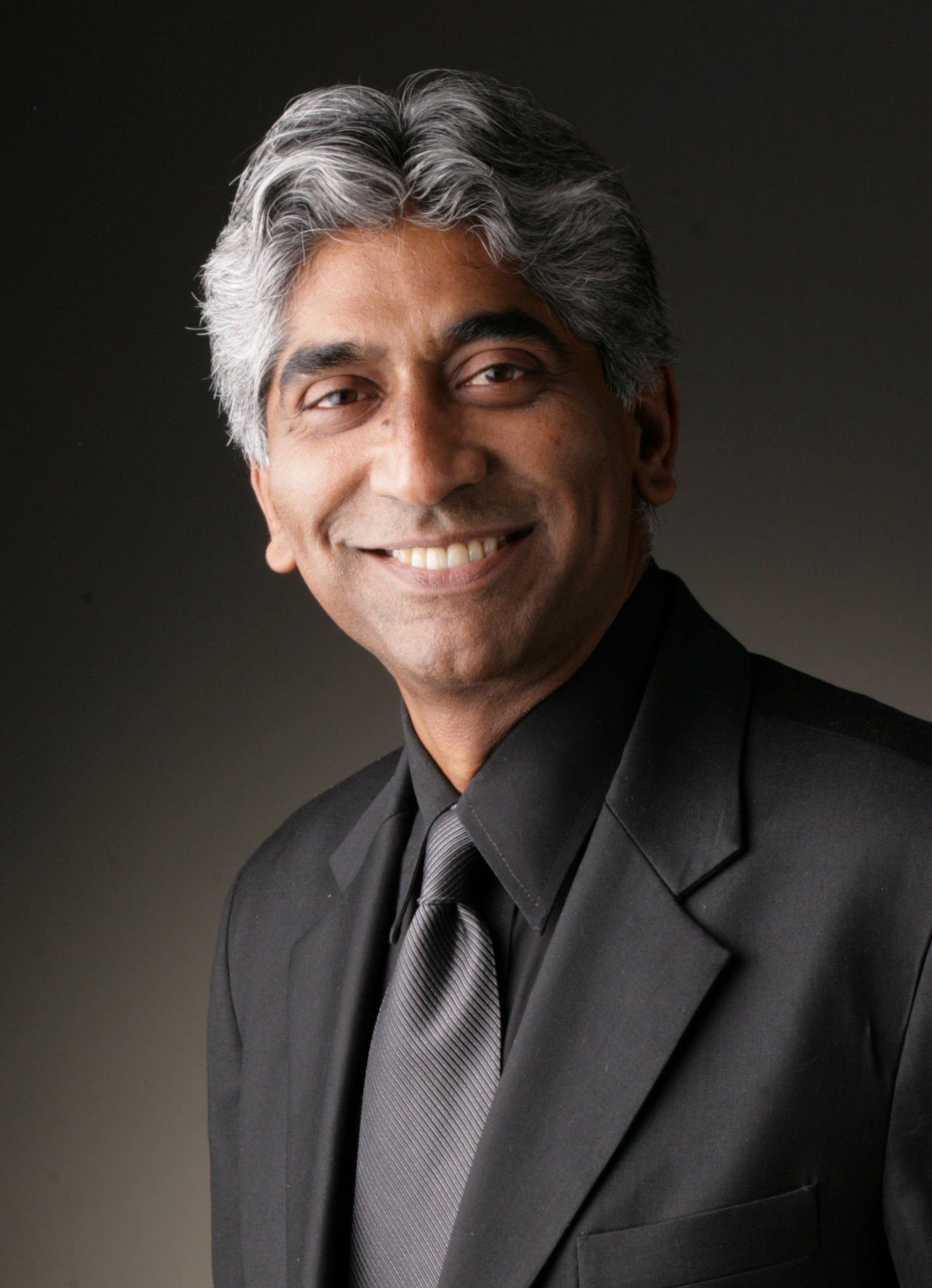
Ashok Amritraj (2008)

Ashok Amritraj (* 22. Februar 1956 in Chennai, Indien) ist ein US-amerikanischer Filmproduzent, ehemals professioneller Tennisspieler, derzeitiger CEO von Hyde Park Entertainment und ehemaliger CEO von National Geographic Films. Amritraj hat mehr als 100 Filme produziert, darunter zahlreiche B-Movies im Actionbereich.

## Filmografie (Auswahl)

### Produzent
- 2017: Killing Hasselhoff
- 2015: Careful What You Wish For
- 2015: 99 Homes – Stadt ohne Gewissen (99 Homes)
- 2013: Life of Crime
- 2011: Ghost Rider: Spirit of Vengeance
- 2011: The Double – Eiskaltes Duell (The Double)
- 2010: Leonie
- 2009: Risen: The Story of the First Easter
- 2009: Dark Country
- 2009: Street Fighter: The Legend of Chun-Li
- 2008: Bei Anruf Liebe – The Other End Of The Line (The Other End of the Line)
- 2008: Asylum
- 2007: Death Sentence – Todesurteil (Death Sentence)
- 2007: Die Vorahnung (Premonition)
- 2005: Shopgirl
- 2004: Liebe auf Umwegen (Raising Helen)
- 2004: Walking Tall – Auf eigene Faust (Walking Tall)
- 2003: Haus über Kopf (Bringing Down the House)
- 2001: Schlimmer geht’s immer! (What's the Worst That Could Happen?)
- 2001: Banditen! (Bandits)
- 1999: Fallout – Gefahr aus dem All (Fallout)
- 1999: Going South (If... Dog... Rabbit...)
- 1998: White Raven – Diamant des Todes (The White Raven)
- 1999: Crash Dive II (Counter Measures)
- 1998: Tycus – Tod aus dem All (Tycus)
- 1998: White Raven – Diamant des Todes (The White Raven)
- 1998: A Murder of Crows – Diabolische Versuchung (A Murder of Crows)
- 1998: Black Thunder – Die Welt am Abgrund (Black Thunder)
- 1998: Jeans
- 1997: Time Under Fire
- 1997: The Shooter
- 1997: Tödliches Inferno (Inferno)
- 1997: Steel Sharks – Überleben ist ihr Ziel (Steel Sharks)
- 1997: Crash Dive
- 1996: Night Hunter
- 1994: Illicit Dreams - verbotene Liebe (Illicit Dreams)
- 1993: Bodyguard für heiße Nächte (Night Eyes 3)
- 1993: Snapdragon – Mörderische Tätowierung (Snapdragon)
- 1993: Tropical Heat
- 1992: Night Line (Sexual Response)
- 1992: Tödliche Intrigen (Illicit Behavior)
- 1991: Tödlicher Sex (Night Eyes 2)
- 1991: Geballte Ladung – Double Impact (Double Impact)
- 1991: Eyewitness to Murder
- 1991: Skinner (1991) (Popcorn)
- 1990: Augen der Nacht (Night Eyes)
- 1988: Bloodstone (co-producer)
- 1985: School Spirit
- 1985: Nine Deaths of the Ninja

### Executive Producer
- 2010: Machete
- 2008: Traitor
- 2010: Dylan Dog: Dead of Night
- 2007: Battle in Seattle
- 2007: Trade – Willkommen in Amerika (engl)
- 2005: Dreamer – Ein Traum wird wahr (engl)
- 2002: Moonlight Mile
- 2001: Original Sin
- 2001: Startup (Antitrust)
- 2000: Get Carter – Die Wahrheit tut weh (Get Carter)
- 2000: Battlefield Earth – Kampf um die Erde (Battlefield Earth: A Saga of the Year 3000)
- 1999: The White River Kid
- 1999: Der blutige Pfad Gottes (The Boondock Saints)
- 1999: Five Aces
- 1999: The Confession – Das Geständnis (The Confession)
- 1997: Scorned 2
- 1996: Serum X (Electra)
- 1995: Victim of Desire
- 1994: Red Sun Rising
- 1994: Scorned
- 1994: The Killing Machine
- 1991: Last Call – Eiskalte Rache einer Frau (Last Call)
- 1988: The Jigsaw Murders
- 1986: Smart Alec
- 1984: Fleshburn